# Parcul Natural Mali me Gropa-Bizë-Martanesh
Parcul Natural Mali me Gropa-Bizë-Martanesh (în albaneză Parku Natyror Mali me Gropa-Bizë-Martanesh) este o arie protejată din centrul Albaniei, situată în vecinătatea Parcului Național Muntele Dajti⁠(d). El se întinde pe o suprafață de 25.266 de hectare (252,66 km2) de pe teritoriul a trei comune (Xibër⁠(d), Martanesh⁠(d) și Shëngjergj⁠(d)) din regiunile Dibër și Tirana. Uniunea Internațională pentru Conservarea Naturii (IUCN) a înscris acest parc natural în Categoria V. Această regiune a fost recunoscută, de asemenea, ca o zonă de importanță internațională pentru conservarea plantelor⁠(d) de către asociația britanică Plantlife⁠(d).

## Floră
Rezervația conservă o mare varietate de floră și faună. Din punct de vedere biogeografic, parcul Mali me Gropa-Bizë-Martanesh se încadrează în ecoregiunea terestră a pădurilor mixte a Alpilor Dinarici⁠(d) din biomul palearctic al pădurilor de foioase și mixte din zona temperată⁠(d). Pădurile acoperă 68% din suprafața totală a parcului natural, fiind formate din perdele forestiere dense de conifere și foioase⁠(d).
Combinația de climă, topografie specifică cu multe masive montane, formațiuni de rocă, tipuri de sol și condiții hidrologice, precum și lipsa unei influențe antropice puternice, au contribuit la formarea unor habitate diverse. Există 450 de specii de plante vasculare, care constituie 12% din numărul total de specii din Albania. Vegetația parcului Mali me Gropa-Bizë-Martanesh este împărțită vertical în mai multe zone distincte: o zonă mediteraneană și o zonă alpină. Zona mediteraneană este formată dintr-o subzonă de conifere (dominată de pin negru, fag european, brad argintiu, cer, gârniță și scumpie⁠(d)) și o subzonă foioase (acoperită cu cimișir, ienupăr roșu⁠(d) și spinul lui Cristos). Zona alpină este compusă în principal din iarbă, mușchi și licheni și conține, de asemenea, o cantitate abundentă de afine⁠(d) și flori rare. Specile cele mai comune sunt ghințura de primăvară, trandafirul de piatră⁠(d), ochiul boului de munte, talpa-mâței⁠(d), afinul european și griciorei⁠(d).

## Faună
Fauna de vertebrate a parcului Mali me Gropa-Bizë-Martanesh este formată din 209 specii reprezentate astfel: 44 de specii de mamifere, 130 de specii de păsări, 23 de specii de reptile și 12 specii de amfibieni. Ursul brun, lupul cenușiu și râsul pot fi întâlniți în regiunile împădurite, dar vulpea roșie, căprioara, mistrețul, veverița roșie, vidra de râu, pârșul roșu și liliacul mediteranean cu potcoavă⁠(d) sunt principalele mamifere prădătoare. Un număr total de 130 de specii de păsări au fost observate pe teritoriul parcului, printre care acvila de munte, uliul păsărar, uliul porumbar, hoitarul, șorecarul comun, viesparul, drepnea mare⁠(d), stăncuța alpină și altele. Există, de asemenea, numeroase specii de reptile și amfibieni, printre care cele mai comune sunt tritonul alpin⁠(d), șarpele leopard, broasca-țestoasă europeană de baltă și broasca țestoasă a lui Hermann⁠(d).

## Monumente ale naturii
Parcul natural Mali me Gropa-Bizë-Martanesh include cinci monumente ale naturii: peșterile Xixelles, Valit și Shutrese, Malit me Gropa și o vale glaciară cu un lac.
|  |  |  |